# Sekancing Ilir
Sekancing Ilir is een bestuurslaag in het regentschap Merangin van de provincie Jambi, Indonesië. Sekancing Ilir telt 1120 inwoners (volkstelling 2010).